# Somatolophia simplicius
Somatolophia simplicius är en fjärilsart som beskrevs av Barnes och Mcdunnough 1918. Somatolophia simplicius ingår i släktet Somatolophia och familjen mätare. Inga underarter finns listade i Catalogue of Life.